# Ralph Hill
Ralph Hill   (Klamath Falls, 26 de desembre de 1908 - Klamath Falls, 17 d'octubre de 1994) fou un atleta estatunidenc, especialista en curses de fons, que va competir durant la dècada de 1930.
Alumnes de la Universitat d'Oregon, el 1930 va establir un nou rècord nacional de la milla amb un temps de 4'12.4" i el 1932 va guanyar el títol de l'AAU dels 5.000 metres. Aquell mateix 1932 va prendre part en els Jocs Olímpics d'Estiu de Los Angeles, on guanyà la medalla de plata en la prova dels 5.000 metres del programa d'atletisme. Finalitzà rere Lauri Lehtinen.

## Millors marques
- Milla. 4'12.4" (1930)
- 5.000 metres. 14'30.0" (1932)[3][1]